# Pleoticus muelleri
Pleoticus muelleri är en kräftdjursart som först beskrevs av Charles Spence Bate 1888.  Pleoticus muelleri ingår i släktet Pleoticus och familjen Solenoceridae. Inga underarter finns listade i Catalogue of Life.

## Bildgalleri

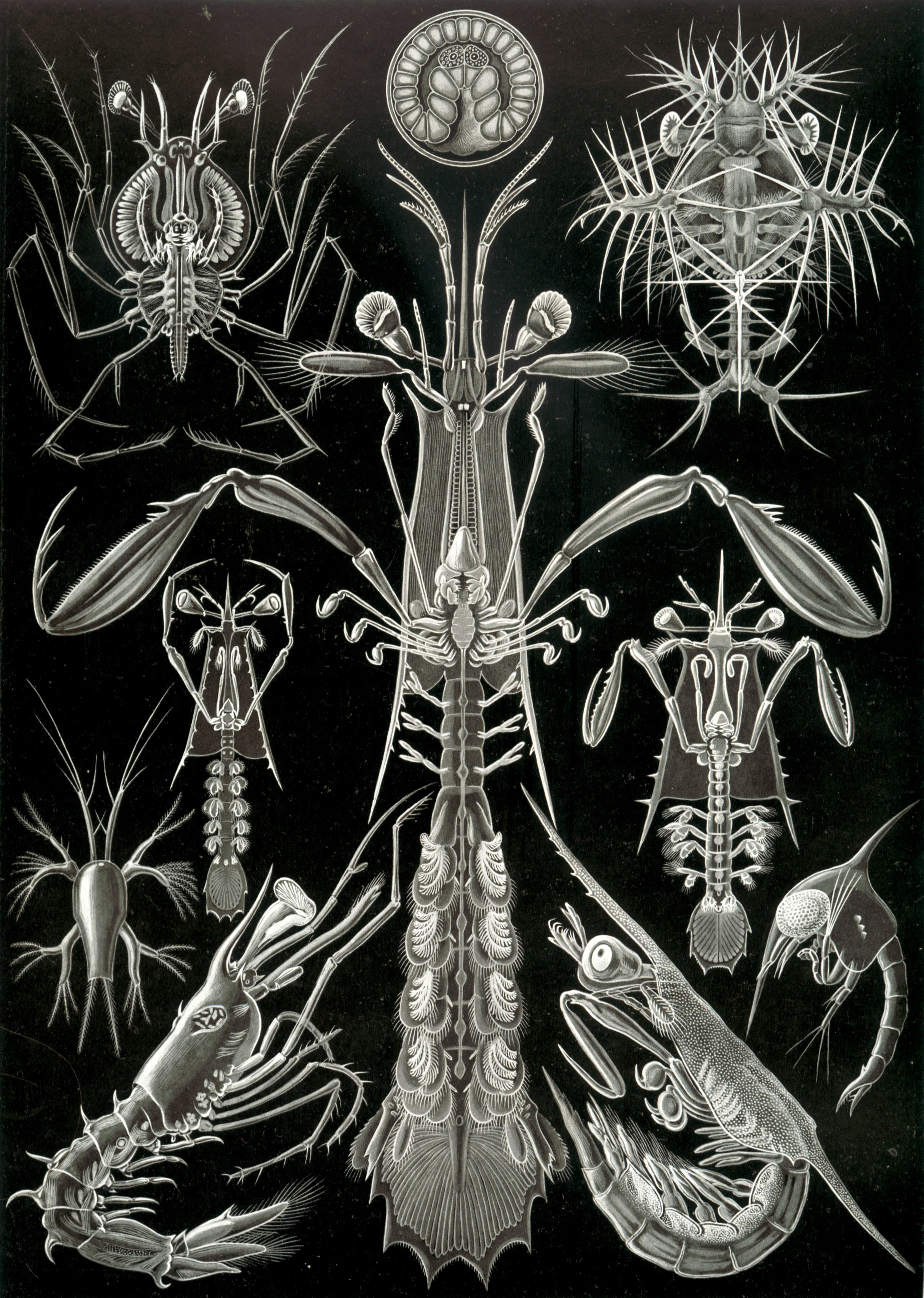